# جوزف بلک
جوزف بلک (به انگلیسی: Joseph Black)(زادهٔ ۱۶ آوریل ۱۷۲۸، درگذشتهٔ ۱۰ نوامبر ۱۷۹۹) دانشمند و فیزیک‌دان اسکاتلندی و کاشف گاز دی‌اکسید کربن، کاشف گرمای نهان، کاشف منیزیم و بنیان‌گذار کمیت فیزیکی ظرفیت گرمایی ویژه بود. او پروفسور رشته پزشکی در دانشگاه گلاسگو بود و در همان دانشگاه به تدریس شیمی نیز می‌پرداخت. جیمز وات که در همان زمان برای دانشگاه گلاسگو ابزارها و ماشین‌آلات آزمایشی می‌ساخت، به کمک جوزف بلک آزمایش‌هایی بر روی بخار انجام داد که در نهایت منجر به اختراع و تکمیل موتور بخار گردید.
جوزف بلک گاز کربنیک را از تکلیس آهک به‌دست آورد و آن را هوای ثابت نامید. او ثابت کرد که هوای ثابت همان گازی است که انسان هنگام بازدم خارج می‌کند یا از احتراق زغال ایجاد می‌شود.
دانشکده‌های شیمی در دانشگاه‌های گلاسگو و ادینبرا هر دو به افتخار جوزف بلک به نام او نامیده شده‌اند.

## زندگینامه
جوزف بلک در سال ۱۷۲۸ در شهر بوردو در کشور فرانسه زاده شد. برای تحصیل به ادینبورگ رفت، در دانشگاه همین شهر به مقام استادی رسید و در سال ۱۷۵۷ یعنی در ۲۹ سالگی موفق به کشف گاز کربنیک شد.